# 316 Goberta
316 Goberta è un asteroide della fascia principale del diametro medio di circa 47,92 km. Scoperto nel 1891, presenta un'orbita caratterizzata da un semiasse maggiore pari a 3,1696144 UA e da un'eccentricità di 0,1452434, inclinata di 2,33926° rispetto all'eclittica.
L'origine del suo nome è sconosciuta.